# Фер-ан-Тарденуа
Фер-ан-Тарденуа́ (фр. Fère-en-Tardenois) — коммуна на севере Франции, регион О-де-Франс, департамент Эна, округ Шато-Тьерри, центр одноимённого кантона. Расположена в 24 км к северу от Шато-Тьерри и в 26 км к юго-востоку от Суассона, в 11 км от автомагистрали А4 «Эст».
Население (2018) — 3 032 человека.

## Достопримечательности
- Шато Фер-ан-Тарденуа (фр.) — живописные руины шато XIII века
- Церковь Святого Макра (фр.) XVI века, памятник истории
- Зал для хранения пшеницы постройки 1540 года, памятник истории

## Экономика
Структура занятости населения:
- сельское хозяйство — 2,8 %
- промышленность — 18,9 %
- строительство — 3,5 %
- торговля, транспорт и сфера услуг — 31,6 %
- государственные и муниципальные службы — 43,2 %

Уровень безработицы (2017) — 25,1 % (Франция в целом — 13,4 %, департамент Эна — 17,8 %). 

Среднегодовой доход на 1 человека, евро (2018) — 17 820 (Франция в целом — 21 730, департамент Эна — 19 690).
В 2010 году среди 1961 человека трудоспособного возраста (15—64 лет) 1370 были экономически активными, 591 — неактивными (показатель активности — 69,9 %, в 1999 году было 69,0 %). Из 1370 активных жителей работали 1062 человека (573 мужчины и 489 женщин), безработных было 308 (171 мужчина и 137 женщин). Среди 591 неактивных 145 человек были учениками или студентами, 209 — пенсионерами, 237 были неактивными по другим причинам.

## Демография
Динамика численности населения, чел.

## Администрация
Пост мэра Фер-ан-Тарденуа с 2008 года занимает Жан-Поль Розлё (Jean-Paul Roseleux). На муниципальных выборах 2020 года возглавляемый им список победил в 1-м туре, получив 57,52 % голосов.
| Период | Период | Фамилия            | Партия        | Примечания             |
| ------ | ------ | ------------------ | ------------- | ---------------------- |
| 1983   | 1989   | Жан Броден         |               | врач                   |
| 1989   | 2001   | Мишель Сюген       |               | бухгалтер              |
| 2001   | 2008   | Жан-Клод Пармантье | Разные левые  | торговый представитель |
| 2008   |        | Жан-Поль Розлё     | Разные правые | пенсионер              |

## Знаменитые уроженцы
- Камилла Клодель (1864—1943), скульптор и художник-график

## Галерея

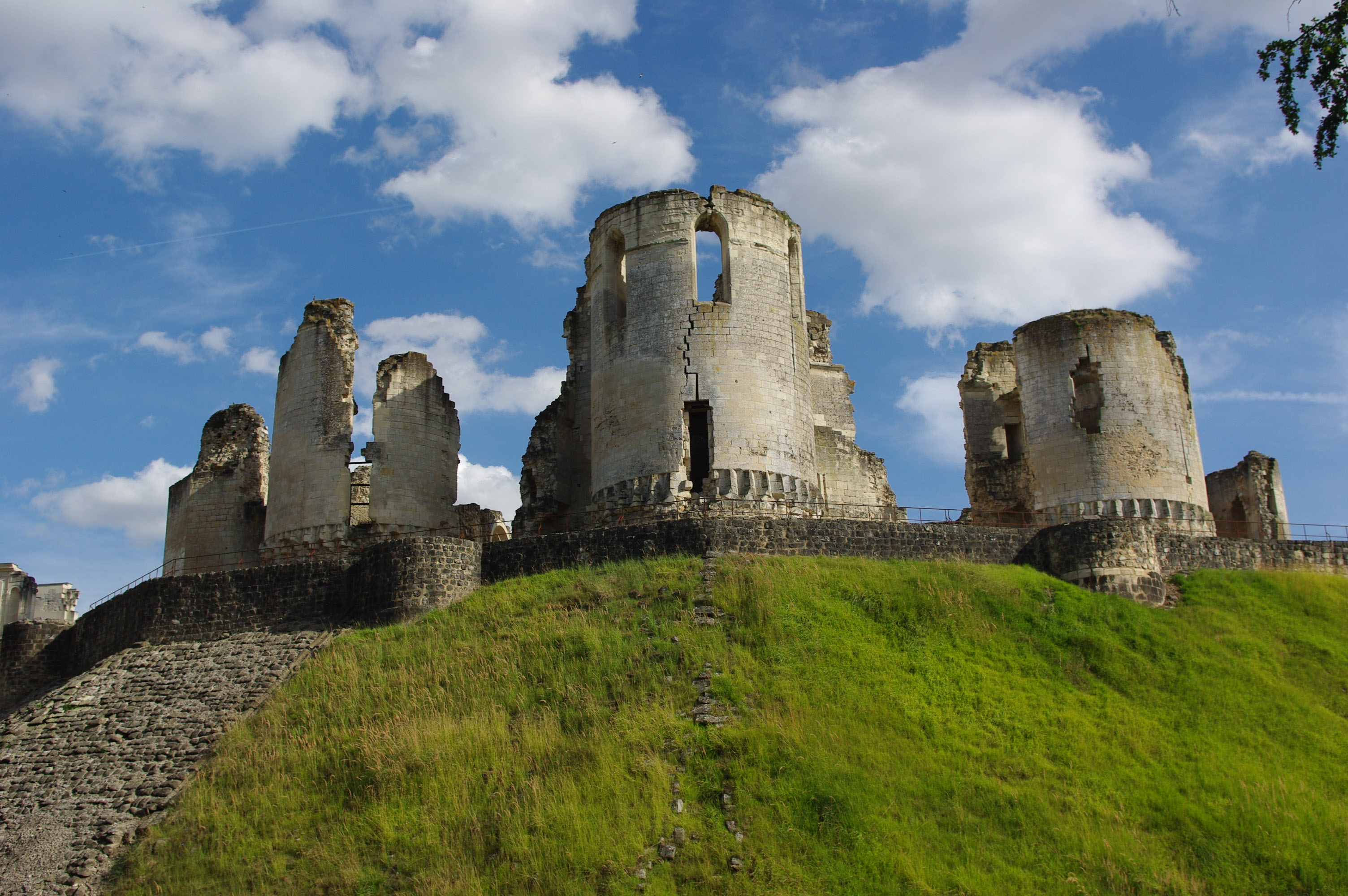
Шато Фер-ан-Тарденуа
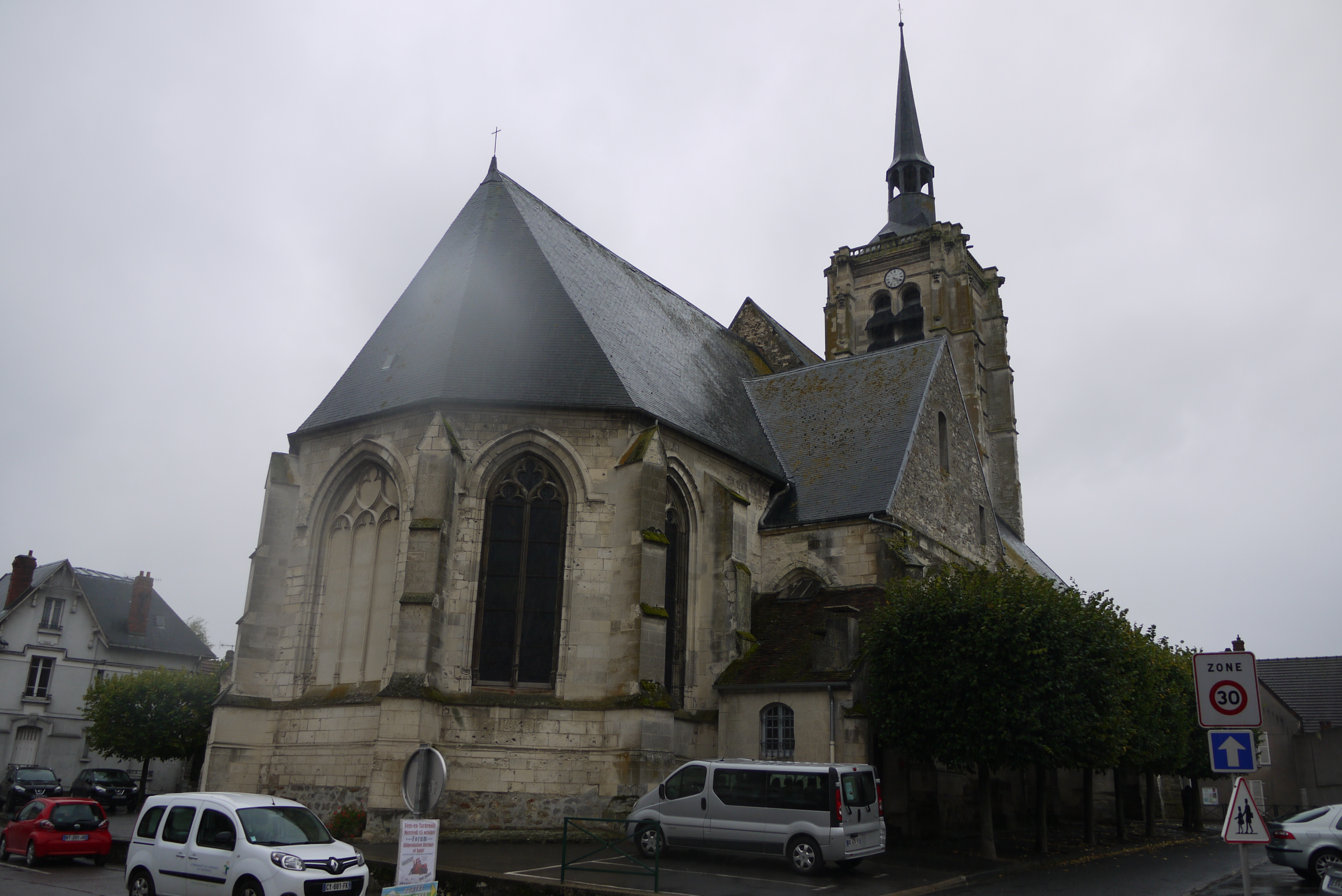
Церковь Святого Макра
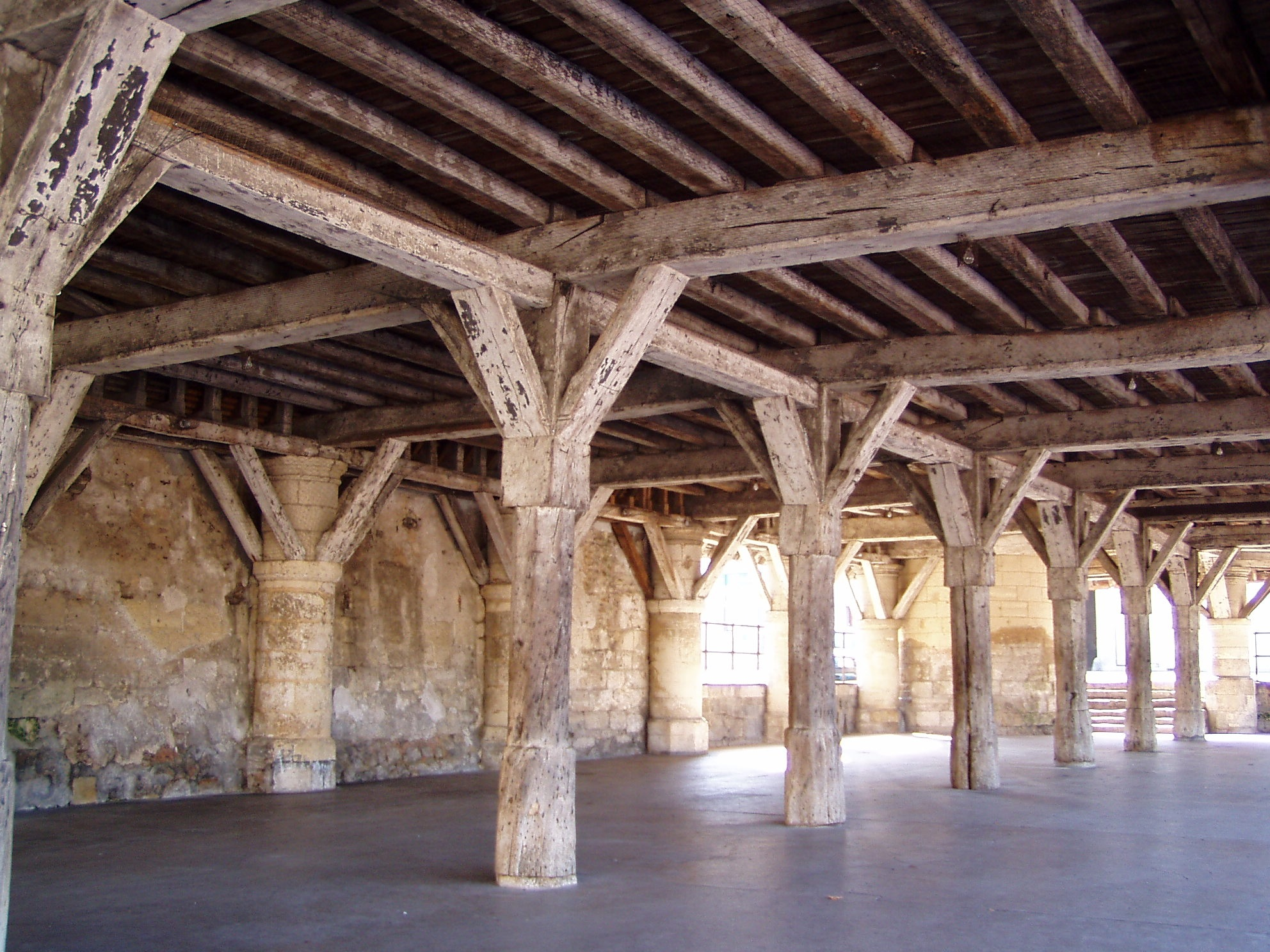
Зал для хранения пшеницы XVI века